# Неперервна освіта
Неперервна освіта — це сукупність засобів, способів і форм здобуття, поглиблення й розширення загальної освіти, професійної компетентності, культури, виховання, громадянської і моральної зрілості. Іноді в літературі вживається ще поняття «освіта протягом усього життя» (англ. lifelong education), «продовжена освіта» (англ. continuing education).
Безпере́рвне навчання (англ. Lifelong learning) — комплекс державних, приватних і громадських освітніх закладів, які забезпечують організаційну і змістовну єдність і спадкоємний зв'язок всіх ланок освіти, що забезпечують прагнення людини до самоосвіти і розвитку протягом всього життя.
Метою неперервної освіти є становлення й розвиток особистості як у періоди її фізичного і соціально-психологічного дозрівання, розквіту й стабілізації життєвих сил та здібностей, так і в періоди старіння організму, коли на перший план висувається завдання компенсації сил і можливостей, що втрачаються. Вона покликана підвищувати рівень загальних знань і розширювати можливості участі громадян у культурній, соціальній і політичній діяльності країни, а також сприяти посиленню позиції людини в професійній діяльності.
Система безперервної освіти поширена в усьому світі. Вона охоплює всі види освіти і виховання, які кожна людина отримує від народження до смерті. У світовій педагогіці поняття «неперервна освіта» виражається поруч з термінами, серед яких «триваюча освіта», «довічна освіта», «довічне вчення», «перманентна освіта» та ін.
Також, означає отримання освіти «по частинах» протягом усього життя, відхід від практики тривалого освіти в навчальному закладі, чергування освіти з іншими видами діяльності. Поняття «неперервна професійна освіта» можна віднести до особистості, освітніх процесів (програм), організаційним структурам. У ряді країн діють регіональні, національні та міжнародні центри, які розробляють проблематику, координують програми і інформаційний обмін з питань безперервної освіти (переважно в руслі освіти дорослих).

## Історія
Вперше концепція «неперервної освіти» була представлена на форумі ЮНЕСКО (1965) видатним теоретиком П. Ленграндом і викликала значний теоретичний та практичний резонанс. У запропонованому П. Ленграндом трактуванні неперервної освіти втілено гуманістичну ідею: у центр поставлено всі освітні начала людини, якій слід створити умови для повного розвитку її здібностей протягом усього життя. Поштовхом для створення теорії неперервної освіти стала глобальна концепція «єдності світу», згідно з якою всі структурні частини людської цивілізації взаємопов'язані та взаємозумовлені. При цьому людина є головною цінністю і точкою переломлення всіх процесів, що відбуваються у світі.
Підґрунтям для теоретичного, а потім і практичного розвитку концепції неперервної освіти стало дослідження Р. Даве, який визначив 25 ознак, що характеризують неперервну освіту. їх перелік містить такі принципи: охоплення освітою всього життя людини; розуміння освітньої системи як цілісної, яка включає дошкільне виховання, основну, послідовну, повторну, паралельну освіту, що об'єднує й інтегрує всі її рівні та форми; включення в систему освіти, крім навчальних закладів і центрів допідготовки, формальних, неформальних та позаінституціональних форм освіти; горизонтальна інтеграція: дім — сусіди — місцева соціальна сфера — суспільство — світ праці — засоби масової інформації — рекреаційні, культурні, релігійні організації тощо; зв'язок між предметами, які вивчаються; зв'язок між різними аспектами розвитку людини (фізичним, моральним, інтелектуальним та ін.) на окремих етапах життя; вертикальна інтеграція: зв'язок між окремими етапами освіти — дошкільною, шкільною, післяшкільною; між різними рівнями та предметами на окремих етапах; між різними соціальними ролями, що реалізуються людиною на окремих етапах життєвого шляху; між різними якостями розвитку людини; універсальність і демократичність освіти; можливість створення альтернативних структур для здобуття освіти; узгодженість загальної та професійної освіти; акцент на самоуправління; акцент на самоосвіту, самовиховання, самооцінку; індивідуалізація навчання; навчання різних поколінь (у сім'ї, суспільстві); розширення світогляду; гнучкість та різноманітність змісту, засобів і методик, часу та місця навчання; динамічний підхід до знань — здатність до асиміляції нових досягнень науки; удосконалення вміння навчатися; стимулювання мотивації до навчання; створення відповідних умов та «атмосфери» для навчання; реалізація творчого й інноваційного підходів; полегшення зміни соціальних ролей у різні періоди життя; пізнання та розвиток власної системи цінностей; підтримка й поліпшення якості індивідуального та колективного життя шляхом особистісного, соціального й професійного розвитку; розвиток суспільства, яке має виховувати і навчати; вчитися для того, щоб «кимось стати»; системність принципів для всього освітнього процесу. Ці теоретичні положення лягли в основу реформування національних систем освіти у світі (у США, Японії, Німеччині, Великій Британії, Канаді, країнах Східної Європи і «третього світу»).
- Перший період — констатаційно-ідентифікаційний (середина 60х — початок 70х рр. ХХ ст.), коли з'явилися публікації з неперервної освіти як проблеми освіти дорослих, що виникла через неспроможність тогочасної системи освіти задовольняти потрби особистості. Провідною функцією неперервної освіти на цьому етапі була компенсаторна — усунення недоліків, заповлення прогалин або поновлення знань відповідно до вимог професії[3]. Науковим розвідкам цього періоду притаманні високий рівень науковості й прогностичність (А.Гартунг, Дж. Кідд). У цей період відбулися спроби усвідомлення теоретичного і практичного значення неперервної освіти.
- Другий період — методологічний (70-ті рр. ХХ ст.) характеризується розробленням методологічних засад неперервної освіти. Так у 1972 р. під егідою ЮНЕСКО було опубліковано доповідь комісії Е.Фора, у якій викладено тези щодо ролі самоосвіти, всебічного розвитку особистості й вертикальної та горизонтальної освіти дорослих.
- Третій період (кінець 70х початок 80х рр. ХХ ст.) — період теоретичної експансії, яка виявилась в послідовному впроваджнні концепції неперервності в усі ланки освіти, розробленні нових навчальних програм, форм і методів навчання, спрямованих на реалізацію завдань неперевної освіти.
- Четвертий період (кінець 80х рр. ХХ ст. і дотепер) — діяльнісно-ціннісний. У цей період посилюється акцент на практикоорієнтованість неперервної освіти, активне впровадження її провідних ідей в усі сфери життя[4].

## Етапи неперервної освіти
Процес формування особистості у системі неперервної освіти складається з двох основних етапів:
1. базова освіта — підготовче навчання та виховання, що хронологічно передує діяльності індивіда у професійній сфері;
2. післябазова (післядипломна) освіта — подальше навчання та виховання, поєднані з практичною діяльністю у сфері суспільного виробництва.

Отже, неперервна освіта — це процес, що складається з базової і подальшої освіти, передбачає на другому етапі послідовне чергування навчання в системі спеціально створених освітніх закладів з професійною діяльністю.

## Функції неперервної освіти
Завдяки своїй змістовій наповненості й необмеженості в часі неперервна професійна освіта має можливості для виконання важливих функцій, а саме:
1. соціокультурної, розвивальної (задоволення і розвиток духовних запитів особистості, створення умов для її постійного творчого зростання);
2. загальноосвітньої, компенсуючої (усунення недоліків у базовій освіті, її доповнення новою інформацією, що з'являється в умовах інформаційно-технологічної революції);
3. адаптивної (гнучка професійна підготовка, перепідготовка й підвищення кваліфікації з метою оновлення професійного досвіду, здобуття іншого фаху в умовах постійних змін на виробництві, розвитку теле- та радіокомунікацій, комп'ютерного доступу до інформаційних банків даних тощо);
4. економічної (задоволення потреб держави, регіонів, різних галузей промисловості, сільського господарства і сфери послуг у конкурентоспроможних фахівцях, підготовлених до впровадження новітніх технологій, техніки та ін.).

## Принципи неперервної освіти
Б. Л. Вульфсон зазначає, що в кожній країні процес розвитку теорії і практики неперервної освіти має свої специфічні риси. Водночас наявні й загальні принципи:
1. Гнучкість і варіативність системи освіти. Наявність різноманітних й одночасно взаємопов'язаних напрямів навчання, що відповідають інтересам і можливостям різних груп населення з урахуванням віку, статі, етнічної належності, соціального стану. Повага до неповторної індивідуальності кожної людини і створення сприятливих умов для її самореалізації та самовдосконалення, розкриття всіх її потенційних можливостей.
2. Удосконалення організації й діяльності системи загальної освіти. Строга наступність і доступність усіх етапів загальної освіти — від дошкільного виховання до закінчення повної середньої школи. Розвиток ефективної системи навчальної та професійної орієнтації в межах загальноосвітньої школи.
3. Перебудова систем професійної освіти. Узгодження діяльності професійних навчальних закладів з широкими інтересами виробництва. Створення багаторівневої системи професійної освіти, що включає як фундаментальну підготовку у стаціонарних навчальних закладах, так і різноманітні за формою й метою курси для тих, хто працює. Це дасть можливість підвищити професійну компетенцію всього активного населення і перейти до соціально орієнтованої та гуманістичної системи професійної освіти.
4. Задоволення непрофесійних потреб людей. Здобуття тих чи інших науково-популярних знань, поглиблене ознайомлення з шедеврами літератури та мистецтва, освіта в галузі охорони здоров'я, сім'ї і шлюб, залучення до спорту та ін.
5. Розвиток так званої освіти для третього віку, що має допомогти літнім людям якнайдовше зберігати своє фізичне здоров'я й інтелектуальні здібності. Важливим практичним втіленням цієї тенденції стало створення в деяких країнах університетів для людей третього віку.
6. Дедалі більше використання найновіших технологічних засобів, що значно розширює можливості для навчання і різноманітної інформації на всіх етапах життєдіяльності людини[5].

## Компоненти неперевної освіти
Ідеї самонавчання, автодидактики, самоосвіти, самовиховання домінують у концепції неперервної освіти, яка включає такі компоненти:
- особистість суб'єкта учіння;
- управління процесом навчання (алгоритми подачі інформації, її переробки, контроль, самокоригування);
- система модулів при побудові структури забезпечення навчального процесу;
- цілеутворення (структура цілей та засоби їх досягнення при організації навчального процесу);
- задоволення прагматичних інтересів та потреб учнів, студентів, слухачів, забезпечення умов досягнення
- цілей, які були заплановані;
- диференційований підхід до суб'єктів учіння, відхід від
- уніфікованих планів, програм навчання;
- підвищення ролі самоосвіти, саморегулювання, самоконтролю, самокорекції;
- подовження процесу саморозвитку, самореалізації, самопроявлення особистості[6].

## Законодавство
Стратегія й тактика реалізації концепції неперервної освіти окреслена в таких нормативно-правових документах, як: Закон України «Про освіту», Державна національна програма «Освіта» (Україна ХХІ століття), Національна доктрина розвитку освіти, Національна стратегія розвитку освіти в Україні на 2012—2021 рр., Концепція розвитку неперервної педагогічної освіти.
Так, у Державній національній програмі «Освіта» (Україна ХХІ століття) зазначено, що держава має створити умови для задоволення освітніх і професійних потреб громадян, надання кожному можливостей постійно вдосконалювати свою освіту, підвищувати професійний рівень, оволодівати новими спеціальностями.
Національна доктрина розвитку освіти наголошує на такому: «глобалізація, зміна технологій, перехід до постіндустріального, інформаційного суспільства, утвердження пріоритетів сталого розвитку, інші властиві сучасній цивілізації риси зумовлюють розвиток людини, що є головною метою, ключовим показником і основним важелем сучасного прогресу. В Україні має забезпечуватися прискорений, випереджальний інноваційний розвиток освіти, а також повинні створюватися умови для розвитку, самоствердження та самореалізації особистості протягом життя».
Нині проголошена Національна стратегія розвитку освіти в Україні на 2012—2021 рр., яка визначає пріоритетні напрями розвитку освіти, серед яких є п ідвищення кваліфікації педагогічних працівників.
Зокрема, в Указі Президента України «Про Національну стратегію розвитку освіти в Україні на період до 2021 року» зазначено, що для здійснення стабільного розвитку й нового якісного прориву в національній системі освіти необхідно здійснити низку заходів: удосконалити нормативно-правове забезпечення системи післядипломної педагогічної освіти; розробити стандарти післядипломної педагогічної освіти, зорієнтовані на модернізацію системи перепідготовки, підвищення кваліфікації та стажування педагогічних, науково-педагогічних працівників і керівників навчальних закладів; реалізовувати сучасні технології професійного вдосконалення та підвищення кваліфікації педагогічних, науково-педагогічних і керівних кадрів системи освіти відповідно до вимог інноваційного розвитку освіти; забезпечити випереджальний характер підвищення кваліфікації педагогічних, науково-педагогічних і керівних кадрів відповідно до потреб реформування системи освіти, викликів сучасного суспільного розвитку.
З огляду на це професійний розвиток педагогічних працівників має бути неперервним і тривати після здобуття вищої освіти, тобто в умовах післядипломної педагогічної освіти.